# Villánykövesd, Baranya
Villánykövesd (în germană Gowisch) este un sat în districtul Siklós, județul Baranya, Ungaria, având o populație de 275 de locuitori (2011).

## Demografie
Componența etnică a satului Villánykövesd
     Maghiari (69,36%)
     Germani (30,64%)
Componența confesională a satului Villánykövesd
     Reformați (8,73%)
     Fără religie (4,36%)
     Necunoscută (86,91%)
Conform recensământului din 2011, satul Villánykövesd avea 275 de locuitori. Din punct de vedere etnic, majoritatea locuitorilor (69,36%) erau maghiari, cu o minoritate de germani (30,64%). Nu există o religie majoritară, locuitorii fiind reformați (8,73%) și persoane fără religie (4,36%). Pentru 86,91% din locuitori nu este cunoscută apartenența confesională.